# 기독교 사회주의
기독교 사회주의(영어: Christian Socialism)는 잉글랜드 성공회 사제들이 사회주의의 기독교화를 주장하면서 시작한 사회주의 사상으로, 1850년에 붙여진 이름이다.넓게 보자면 해방신학과 사회복음주의가 이 부류에 들어갈 수 있다.

## 기독교 사회주의의 이념
감리교신학대학교 이덕주 교수(역사신학)에 따르면, 기독교사회주의는 빈부의 격차문제에 대한 기독교적 대안제시를 목적으로 하고 있으며, 다음과 같은 신념을 갖고 있다.
- 네 이웃을 네 몸처럼 사랑하라는 레위기 19장 18절 말씀과 "무엇이든지 남에게 대접받고자 하는 대로 대접하라"는 마태복음서 7장 12절 말씀은 그리스도인의 행동원리가 되어야 한다.
- 빈부의 격차문제, 경제적 불균형으로 인한 사회적 소외계층과 빈곤계층 문제를 해결하기 위한 신학적 모색과 선교적 실천을 추구해야 한다.
- 경제적 소외와 빈곤문제가 개인의 문제가 아닌, 사회적인 문제임을 인식하여, 그 해결을 개인의 결단에만 의지하지 않고, 공동체적 관심과 사회적 책임의 틀안에서 이루어져야 함을 믿는다.
- 기독교사회주의는 창의적 생산을 촉진시키는 개인의 자유와 자율을 바탕으로 한 시장주의 경쟁을 인정하지만, 자유와 경쟁이 소수가 부를 독점하는 문제의 원인이 되지 않도록 견제해야 함을 믿는다.
- 나눔과 참여를 통해 인간평등과 부의 균형적 분배가 이루어져야 함을 믿는다.
- 기독교 사회주의는 생산과 분배의 물질적 바탕과 수단이 개인이나 국가 또는 어느 집단의 독점소유물이 됨을 경계하며, 모든 물질의 소유권은 하나님(하느님)에게 있으며, 인간은 하나님의 뜻대로 물질을 관리해야 함을 믿는다.
- 기독교 사회주의는 유물론과 유심론을 양자택일의 관점에서 보지 않고 종교적 각성과 훈련을 통해 정신과 물질, 영혼과 육신의 조화가 이루어진 사람들이 생산과 분배의 조화를 이루어 인류 평화공동체를 구현할 수 있음을 믿는다.[1]

## 교회사에서의 기독교 사회주의
- 한국교회사에서는 일제강점기에 일부 기독교인들에 의해 주장되었다. 1920-30년대 사회주의계에서는 기독교계에 대해 "종교는 민중의 아편"이라는,  마르크스-레닌주의에 근거한 신념으로써 비판을 하였다. 일부 기독교인들은 기독교계의 사회운동의 한계를 생각하며 사회주의자가 되거나, 사회주의와 기독교계의 대화 및 함께 살기를 생각하였다. 일제 강점기라는 시대적 한계와 사회주의를 받아들이지 않는 기독교인들의 보수주의때문에 소수 기독교인들의 실천으로 그쳤지만, 갈등과 대결이 아닌 대화와 조화를 추구한 실천이라는 의미가 있다.[2]
- 서구 교회사에서는 마르크스와 앵겔스의 과학적 사회주의 운동과 같은 시기에 기독교 사회주의가 주장되었다. 기독교 사회주의자들은 기독교 신앙을 기본바탕으로 하였고 다른 사회주의 운동과 대화와 협력을 생각했다. 서구 기독교역사에서 개인 영혼의 구원을 중요하게 여기는 보수신학에 맞서 기독교인의 사회적 책임을 주장하는 진보신학으로서의 역할을 하였다.[3]리처드 킹슬리,러들로우등의 성공회 사제들이 사회주의의 기독교화를 주장하면서 기독교 사회주의 운동을 주도하였다.[4]

## 기독교 사회주의의 성서에서의 근거
감리교 신학자 이덕주 선생은 기독교 사회주의의 성서에서의 근거를 다음에서 찾는다.
- 마태복음서의 비정규직 노동자 이야기. 포도원 주인은 일찍 온 사람이나, 나중에 온 사람이나 포도원 일꾼들에게 평등하게 일 데나리온을 주었다. 일 데나리온은 노동자들의 하루 벌이이다. 일찍 온 사람들이 공정하지 못하다며 따졌지만, 주인은 일 데나리온을 주기로 했으니 정당한 임금지불이라고 주장한다. 포도원 주인은 고용이 불안한 비정규직 노동자들의 처지를 노동시간에 상관없이 임금을 줌으로써 배려한 것이다.
- 성 바울의 고린도 교회 비평. 고린도교회에서 부유한 기독교인들이 주일에도 노동을 해야 하는 가난한 기독교인들을 배려하지 않아, 노동하는 기독교인들이 성만찬에 참여하지 못함을 비평한다. 성 바울의 말씀을 인용한다면 가난한 교우들을 부끄럽게 하는 것이다.

## 기독교 사회주의 관련 서적
- 감리교신학대학교 이덕주 교수(역사신학)는 《기독교 사회주의 산책》(홍성사)를 썼다.

### 개신교에서의 기독교 사회주의
개신교에서 말하는 기독교사회주의는 종교사회주의라고 부르기도 하며 예수의 하나님 나라 운동에 근거하여 사회문제 특히 노동자 계급에서의 문제와 기독교 신앙과의 관계를 정립하기 위해 등장한 개신교 교회의 신학운동을 일컫는다. 인간의 책임하에 정의로운 사회를 형성하는 일과 하나님 나라와의 조화를 찾고자 하였다.
- 역사의 낙관을 주장하는 자유주의 신학에 반대하고 문화와 교회의 문제들을 지적.(헤르만 쿠터)

넓은 의미에서는 기독교사회주의의 일부로 포함시키기도 하나, 성공회에서 처음으로 주창된 기독교사회주의와는 차이가 있다.
- 종교적 주관주의, 현실세력과의 타협등 기독교의 문제들을 지적하고, 하나님의 말씀을 전하는 일을 중요하게 여겼다.(헤르만 쿠터)
- 사회주의를 반 기독교 사상으로 보아서 적대하는 대다수의 기독교인들과는 달리 사회주의를 존중하였다. 실제로 섬유공업지역이었던 스위스 자펜빌에서 목회를 하면서 부르주아들의 착취로 인한 프롤레타리아들의 비참한 삶을 목격한 칼 바르트는 1914년 "사회주의는 복음의 매우 중요하고 반드시 있어야 할 적용이다."라고 주장했으며, 1915년 스위스 사회민주당, 1931년 독일 사회민주당에 입당하였다. 하지만 사회, 정치참여를 하나님의 나라와 동일하게 여기지는 않았다. 파울 틸리히도 "사회참여를 무시하면서 내세만 찾는 기독교는 우리가 사는 세상에서 아무런 의미가 없다. 사회주의는 하나님의 나라를 확장하려는 기독교의 정신과 일치하며 기독교에 뿌리를 두고 있다. 따라서 기독교는 정의로운 세계를 만들려고 하는 사회주의를 존중해야 하며, 그 힘을 자신의 신앙안에서 찾아야 한다"라고 보았다. 게오르크 분슈도 사회주의는 기독교의 몸이며, 예수의 산상설교에서 나타나는 기독교는 사회주의의 영혼이라고 보았다.
- 히틀러의 민족사회주의의 탄압과 종교사회주의를 위험하게 생각한 기독교인들의 경계로 종교사회주의는 영향력을 상실하였다. 하지만 제2차 세계대전이 끝난후 마르크스주의와 기독교간의 대화로 종교사회주의는 되살아났다.
- 칼 마르크스의 정치적, 경제적 분석을 종교사회주의의 종교적, 신학적 해석에 수용한다.

## 같이 보기
- 종교사회주의
- 해방신학
- 크리스토프 블룸하르트
- 파울 틸리히
- 레온하르트 라가츠
- 칼 바르트
- 헤르만 쿠터
- 게오르크 분슈